# A Testvérek epizódjainak listája
Ez a lista a Testvérek (Brothers & Sisters) című amerikai sorozat epizódjait tartalmazza. Magyarországon elsőként a Viasat 3 mutatta be 2008. január 27-én.

## Évados áttekintés
| Évad | Évad | Epizódok | Eredeti sugárzás     | Eredeti sugárzás | Eredeti adó | Magyar sugárzás    | Magyar sugárzás   | Magyar adó        |
| Évad | Évad | Epizódok | Évadpremier          | Évadfinálé       | Eredeti adó | Évadpremier        | Évadfinálé        | Magyar adó        |
| ---- | ---- | -------- | -------------------- | ---------------- | ----------- | ------------------ | ----------------- | ----------------- |
|      | 1    | 23       | 2006. szeptember 24. | 2007. május 20.  | ABC         | 2008. január 27.   | 2008. június 29.  | Viasat 3          |
|      | 2    | 16       | 2007. szeptember 30. | 2008. május 11.  | ABC         | 2010. november 21. | 2011. január 30.  | Universal Channel |
|      | 3    | 24       | 2008. szeptember 28. | 2009. május 10.  | ABC         | 2011. április 3.   | 2011. június 19.  | Universal Channel |
|      | 4    | 24       | 2009. szeptember 27. | 2010. május 16.  | ABC         | 2012. március 4.   | 2012. május 27.   | Universal Channel |
|      | 5    | 22       | 2010. szeptember 26. | 2011. május 8.   | ABC         | 2013. január 31.   | 2013. április 11. | Universal Channel |

## 1. évad (2006-2007)
| Sor. | Év. | Cím                                                    | Rendező              | Író                                                            | Premier                               | Nézettség    |
| ---- | --- | ------------------------------------------------------ | -------------------- | -------------------------------------------------------------- | ------------------------------------- | ------------ |
| 1.   | 1.  | Pátriárka (Patriarchy)                                 | Ken Olin             | Jon Robin Baitz                                                | 2006. szeptember 24. 2008. január 27. | 16,10 millió |
| 2.   | 2.  | Will végrendelete (An Act of Will)                     | Matt Shakman         | Jon Robin Baitz és Marti Noxon                                 | 2006. október 1. 2008. február 3.     | 13,90 millió |
| 3.   | 3.  | A dolgok állása (Affairs of State)                     | Tucker Gates         | Jon Robin Baitz, Emily Whitesell és Craig Wright               | 2006. október 8. 2008. február 10.    | 13,10 millió |
| 4.   | 4.  | Családi portré (Family Portrait)                       | Ken Olin             | Jon Robin Baitz és Craig Wright                                | 2006. október 15. 2008. február 17.   | 12,00 millió |
| 5.   | 5.  | Randi (Date Night)                                     | Allison Liddi-Brown  | David Marshall Grant és Molly Newman                           | 2006. október 22. 2008. február 24.   | 12,10 millió |
| 6.   | 6.  | Mindent a gyerekekért (For the Children)               | Frederick E. O. Toye | Jon Robin Baitz és Jessica Mecklenburg                         | 2006. október 29. 2008. március 2.    | 12,67 millió |
| 7.   | 7.  | Pillanatkép (Northern Exposure)                        | Lawrence Trilling    | David Marshall Grant és Molly Newman                           | 2006. november 5. 2008. március 9.    | 13,73 millió |
| 8.   | 8.  | Mindenki hibázhat 1. rész (Mistakes Were Made Part 1)  | Michael Lange        | Jon Robin Baitz és Craig Wright                                | 2006. november 12. 2008. március 16.  | 13,10 millió |
| 9.   | 9.  | Mindenki hibázhat 2. rész (Mistakes Were Made Part 2)  | Ken Olin             | Marc Guggenheim és Greg Berlanti                               | 2006. november 19. 2008. március 23.  | 13,21 millió |
| 10.  | 10. | Karácsonyi hanuka (Light the Lights)                   | Frederick E. O. Toye | Peter Calloway és Cliff Olin                                   | 2006. december 10. 2008. március 30.  | 10,47 millió |
| 11.  | 11. | Családi nap, avagy ki szorul kezelésre... (Family Day) | David Petrarca       | David Marshall Grant és Molly Newman                           | 2007. január 7. 2008. április 6.      | 12,06 millió |
| 12.  | 12. | A nemek harca (Sexual Politics)                        | Sandy Smolan         | Monica Owusu-Breen és Alison Schapker                          | 2007. január 14. 2008. április 13.    | 12,46 millió |
| 13.  | 13. | A születésnap (Something Ida This Way Comes)           | Michael Lange        | David Marshall Grant és Sherri Cooper-Landsman                 | 2007. január 21. 2008. április 20.    | 11,95 millió |
| 14.  | 14. | Valentin-napi mészárlás (Valentine’s Day Massacre)     | Michael Schultz      | Peter Calloway és Cliff Olin                                   | 2007. február 11. 2008. április 27.   | 11,31 millió |
| 15.  | 15. | A szerelem bonyolult (Love is Difficult)               | Michael Lange        | Jon Robin Baitz és Molly Newman                                | 2007. február 18. 2008. május 4.      | 11,78 millió |
| 16.  | 16. | A másik Walker (The Other Walker)                      | Gloria Muzio         | Monica Owusu-Breen és Alison Schapker                          | 2007. március 4. 2008. május 11.      | 11,78 millió |
| 17.  | 17. | Családban marad (All in the Family)                    | David Paymer         | Sherri Cooper-Landsman és David Marshall Grant                 | 2007. április 1. 2008. május 18.      | 9,13 millió  |
| 18.  | 18. | Minden jó, ha jó a vége (Three Parties)                | Sandy Smolan         | Jon Robin Baitz és Marc Guggenheim                             | 2007. április 8. 2008. május 25.      | 10,98 millió |
| 19.  | 19. | A játszma (Game Night)                                 | Matt Shakman         | Történet: Peter Calloway és Cliff Olin Tévéjáték: Molly Newman | 2007. április 15. 2008. június 1.     | 11,49 millió |
| 20.  | 20. | Családi titkok (Bad News)                              | Jason Moore          | Monica Owusu-Breen és Alison Schapker                          | 2007. április 29. 2008. június 8.     | 11,52 millió |
| 21.  | 21. | Az epertorta (Grapes of Wrath)                         | Michael Morris       | Sherri Cooper-Landsman és David Marshall Grant                 | 2007. május 6. 2008. június 15.       | 10,83 millió |
| 22.  | 22. | A döntés (Favorite Son)                                | Gloria Muzio         | Benjamin Kruger és Daniel Silk                                 | 2007. május 13. 2008. június 22.      | 11,92 millió |
| 23.  | 23. | Matriarcha (Matriarchy)                                | Ken Olin             | Greg Berlanti és Jon Robin Baitz                               | 2007. május 20. 2008. június 29.      | 12,66 millió |

## 2. évad (2007–2008)
| Sor. | Év. | Cím                                                      | Rendező          | Író                                                  | Premier                                 | Nézettség    |
| ---- | --- | -------------------------------------------------------- | ---------------- | ---------------------------------------------------- | --------------------------------------- | ------------ |
| 24.  | 1.  | Otthon a helyzet... (Home Front)                         | Ken Olin         | Monica Owusu-Breen és Alison Schapker                | 2007. szeptember 30. 2010. november 21. | 13,26 millió |
| 25.  | 2.  | Amerikai család (An American Family)                     | Gloria Muzio     | David Marshall Grant és Molly Newman                 | 2007. október 7. 2010. november 28.     | 12,21 millió |
| 26.  | 3.  | A történelem ismétli önmagát (History Repeating)         | Matt Shakman     | Jon Robin Baitz és Jennifer Cecil                    | 2007. október 14. 2010. november 28.    | 12,71 millió |
| 27.  | 4.  | Vigasz (States of Union)                                 | Michael Schultz  | Sherri Cooper-Landsman és Liz Tigelaar               | 2007. október 21. 2010. december 5.     | 11,92 millió |
| 28.  | 5.  | Családi perpatvar (Domestic Issues)                      | Ken Olin         | Peter Calloway és Cliff Olin                         | 2007. október 28. 2010. december 5.     | 12,75 millió |
| 29.  | 6.  | Katona dolog (Two Places)                                | Gloria Muzio     | Monica Owusu-Breen és Alison Schapker                | 2007. november 4. 2010. december 12.    | 12,25 millió |
| 30.  | 7.  | 36 óra (36 Hours)                                        | David Paymer     | Molly Newman és David Marshall Grant                 | 2007. november 11. 2010. december 12.   | 12,53 millió |
| 31.  | 8.  | Nincs új a nap alatt (Something New)                     | Michael Morris   | Jennifer Cecil és Sherri Cooper-Landsman             | 2007. november 25. 2010. december 19.   | 12,52 millió |
| 32.  | 9.  | A szent házasság! (Holy Matrimony)                       | Robert Lieberman | Mark B. Perry, Monica Owusu-Breen és Alison Schapker | 2007. december 2. 2010. december 19.    | 12,66 millió |
| 33.  | 10. | Vízkereszt vagy amit akartok (The Feast of the Epiphany) | Laura Innes      | David Marshall Grant és Jason Wilborn                | 2008. január 13. 2011. január 9.        | 10,92 millió |
| 34.  | 11. | Keresztutak (The Missionary Imposition)                  | Michael Morris   | Daniel Silk és Brian Studler                         | 2008. február 10. 2011. január 9.       | 8,63 millió  |
| 35.  | 12. | Egyezségek (Compromises)                                 | David Paymer     | Cliff Olin és Peter Calloway                         | 2008. február 17. 2011. január 16.      | 8,50 millió  |
| 36.  | 13. | Fájdalmas elválás (Separation Anxiety)                   | Gloria Muzio     | David Marshall Grant és Molly Newman                 | 2008. április 20. 2011. január 16.      | 10,50 millió |
| 37.  | 14. | Nehéz döntések (Double Negative)                         | Michael Schultz  | Josh Reims és Liz Tigelaar                           | 2008. április 27. 2011. január 23.      | 11,55 millió |
| 38.  | 15. | Morális kérdések (Moral Hazard)                          | Michael Morris   | Sherri Cooper-Landsman és Jason Wilborn              | 2008. május 4. 2011. január 23.         | 10,95 millió |
| 39.  | 16. | Mindenek felett (Prior Commitments)                      | Ken Olin         | Greg Berlanti, Monica Owusu-Breen és Alison Schapker | 2008. május 11. 2011. január 30.        | 11,02 millió |

## 3. évad (2008–2009)
| Sor. | Év. | Cím                                                    | Rendező         | Író                                          | Premier                               | Nézettség    |
| ---- | --- | ------------------------------------------------------ | --------------- | -------------------------------------------- | ------------------------------------- | ------------ |
| 40.  | 1.  | Törékeny viszonyok (Glass Houses)                      | Tucker Gates    | Molly Newman és David Marshall Grant         | 2008. szeptember 28. 2011. április 3. | 12,35 millió |
| 41.  | 2.  | Könyvégetés (Book Burning)                             | Laura Innes     | Sherri Cooper és Jennifer Levin              | 2008. október 5. 2011. április 3.     | 10,62 millió |
| 42.  | 3.  | Huzavona (Tug of War)                                  | Gloria Muzio    | Josh Reims és Liz Tigelaar                   | 2008. október 12. 2011. április 10.   | 10,09 millió |
| 43.  | 4.  | Az élet megy tovább (Everything Must Go)               | Michael Schultz | Nancy Won és Michael Foley                   | 2008. október 19. 2011. április 10.   | 10,03 millió |
| 44.  | 5.  | Ki mint vet (You Get What You Need)                    | Chad Lowe       | David Marshall Grant és Cliff Olin           | 2008. október 26. 2011. április 17.   | 10,11 millió |
| 45.  | 6.  | Bakersfield (Bakersfield)                              | Gloria Muzio    | Molly Newman és Peter Calloway               | 2008. november 2. 2011. április 17.   | 9,72 millió  |
| 46.  | 7.  | Hiszel a csodákban? (Do You Believe in Magic)          | Michael Morris  | Sherri Cooper-Landsman és Jennifer Levin     | 2008. november 9. 2011. április 24.   | 10,23 millió |
| 47.  | 8.  | Az élet ismétli önmagát (Going Once...Going Twice)     | Karen Gaviola   | Brian Studler és Beth Schwartz               | 2008. november 16. 2011. április 24.  | 10,07 millió |
| 48.  | 9.  | Lezáratlan ügy (Unfinished Business)                   | Michael Morris  | Jason Wilborn és Nancy Won                   | 2008. november 30. 2011. május 1.     | 10,19 millió |
| 49.  | 10. | Szilánkok (Just a Sliver)                              | Michael Schultz | Molly Newman és David Marshall Grant         | 2008. december 7. 2011. május 1.      | 10,66 millió |
| 50.  | 11. | Apai álom (A Father Dreams)                            | Tom Amandes     | Jennifer Levin és Michael Foley              | 2009. január 4. 2011. május 8.        | 9,16 millió  |
| 51.  | 12. | Testvérháború (Sibling Rivalry)                        | Jeff Melman     | Liz Tigelaar és Josh Reims                   | 2009. január 11. 2011. május 8.       | 9,07 millió  |
| 52.  | 13. | Nehéz eset (It's Not Easy Being Green)                 | Laura Innes     | Peter Calloway és Sherri Cooper              | 2009. január 18. 2011. május 15.      | 8,94 millió  |
| 53.  | 14. | Birtoklás (Owning It)                                  | Bethany Rooney  | Cliff Olin és David Marshall Grant           | 2009. február 8. 2011. május 15.      | 9,33 millió  |
| 54.  | 15. | Talált tárgyak (Lost and Found)                        | David Paymer    | Michael Foley és Jennifer Levin              | 2009. február 15. 2011. május 22.     | 9,07 millió  |
| 55.  | 16. | Viharos vizeken 1. rész (Troubled Waters Part 1)       | Ken Olin        | Monica Owusu-Breen és Sherri Cooper-Landsman | 2009. március 1. 2011. május 22.      | 11,97 millió |
| 56.  | 17. | Viharos vizeken 2. rész (Troubled Waters Part 2)       | Ken Olin        | David Marshall Grant és Molly Newman         | 2009. március 1. 2011. május 29.      | 11,97 millió |
| 57.  | 18. | Dönteni tudni kell (Taking Sides)                      | Michael Morris  | Michael Foley és Beth Schwartz               | 2009. március 8. 2011. május 29.      | 10,50 millió |
| 58.  | 19. | Tavaszi zsongás (Spring Broken)                        | Richard Coad    | Sherri Cooper-Landsman és Brian Studler      | 2009. március 15. 2011. június 5.     | 10,58 millió |
| 59.  | 20. | Eltűnve (Missing)                                      | Michael Schultz | Jason Wilborn és Nancy Won                   | 2009. március 22. 2011. június 5.     | 10,81 millió |
| 60.  | 21. | S3X (S3X)                                              | Laura Innes     | Cliff Olin és David Marshall Grant           | 2009. április 19. 2011. június 12.    | 9,63 millió  |
| 61.  | 22. | Julia (Julia)                                          | Michael Morris  | Molly Newman és Michael Foley                | 2009. április 26. 2011. június 12.    | 9,63 millió  |
| 62.  | 23. | Fújjuk le az egészet! (Let's Call The Whole Thing Off) | Laura Innes     | Peter Calloway és Daniel Silk                | 2009. május 3. 2011. június 19.       | 9,22 millió  |
| 63.  | 24. | Mexikó (Mexico)                                        | Ken Olin        | Alison Schapker és Monica Owusu-Breen        | 2009. május 10. 2011. június 19.      | 8,84 millió  |

## 4. évad (2009–2010)
| Sor. | Év. | Cím                                                    | Rendező         | Író                                       | Premier                               | Nézettség    |
| ---- | --- | ------------------------------------------------------ | --------------- | ----------------------------------------- | ------------------------------------- | ------------ |
| 64.  | 1.  | Göröngyös út (The Road Ahead)                          | Ken Olin        | Molly Newman és Marjorie David            | 2009. szeptember 27. 2012. március 4. | 9,38 millió  |
| 65.  | 2.  | A rendkívüli hír (Breaking the News)                   | Ken Olin        | David Marshall Grant és Cliff Olin        | 2009. október 4. 2012. március 11.    | 9,65 millió  |
| 66.  | 3.  | Majdnem normális (Almost Normal)                       | Michael Schultz | Jennifer Levin és Sherri Cooper-Landsman  | 2009. október 11. 2012. március 11.   | 8,97 millió  |
| 67.  | 4.  | Franciaországból szeretetettel (From France With Love) | Michael Morris  | Sarah Goldfinger és Michael Foley         | 2009. október 18. 2012. március 18.   | 9,72 millió  |
| 68.  | 5.  | Az utolsó tangó Pasadenában (Last Tango in Pasadena)   | Bethany Rooney  | Molly Newman és Jason Wilborn             | 2009. október 25. 2012. március 18.   | 9,97 millió  |
| 69.  | 6.  | A türelem rózsát terem (Zen & the Art of Making Mole)  | Michael Schultz | Brian Studler és Geoffrey Nauffts         | 2009. november 1. 2012. március 25.   | 9,46 millió  |
| 70.  | 7.  | Öntsünk tiszta vizet a pohárba (The Wig Party)         | Ken Olin        | Marjorie David és David Marshall Grant    | 2009. november 8. 2012. március 25.   | 9,08 millió  |
| 71.  | 8.  | A borfesztivál (The Wine Festival)                     | Michael Morris  | Sherri Cooper-Landsman és Michael Foley   | 2009. november 15. 2012. április 1.   | 10,08 millió |
| 72.  | 9.  | Hatásszünet (Pregnant Pause)                           | Matthew Rhys    | Sarah Goldfinger és Jennifer Levin        | 2009. november 29. 2012. április 1.   | 8,69 millió  |
| 73.  | 10. | Majdnem házasok (Nearlyweds)                           | Laura Innes     | Michael J. Cinquemani és Molly Newman     | 2009. december 6. 2012. április 8.    | 10,81 millió |
| 74.  | 11. | Kenyértörés (A Bone to Pick)                           | Chad Lowe       | Cliff Olin és Brian Studler               | 2010. január 3. 2012. április 8.      | 10,78 millió |
| 75.  | 12. | Tudományos szakkör (The Science Fair)                  | Laura Innes     | Monica Owusu-Breen és Alison Schapker     | 2010. január 10. 2012. április 15.    | 10,45 millió |
| 76.  | 13. | Gyerünk, bébi! (Run Baby Run)                          | Richard Coad    | Marjorie David és Jason Wilborn           | 2010. január 17. 2012. április 15.    | 7,97 millió  |
| 77.  | 14. | A pasadenai előválasztás (The Pasadana Primary)        | Jonathan Kaplan | Michael Foley és Geoffrey Nauftts         | 2010. január 31. 2012. április 22.    | 7,65 millió  |
| 78.  | 15. | Családi körben (A Valued Family)                       | Michael Schultz | Sarah Goldfinger és Michael Cinquemani    | 2010. február 21. 2012. április 22.   | 7,85 millió  |
| 79.  | 16. | Hinni kell (Leap of Faith)                             | Michael Morris  | Matt Donnelly és Marc Halsey              | 2010. február 28. 2012. április 29.   | 7,92 millió  |
| 80.  | 17. | Szabaditsukkilucot.com (Freeluc.com)                   | Bethany Rooney  | Molly Newman és Brian Studler             | 2010. március 14. 2012. április 29.   | 8,53 millió  |
| 81.  | 18. | Múltba nézve 1. rész (Time After Time Part 1)          | Ken Olin        | Sherri Cooper-Landsman és Jennifer Levin  | 2010. április 11. 2012. május 6.      | 8,84 millió  |
| 82.  | 19. | Múltba nézve 2. rész (Time After Time Part 2)          | Ken Olin        | Alison Schapker és Monica Owusu-Breen     | 2010. április 11. 2012. május 6.      | 8,84 millió  |
| 83.  | 20. | Születésnapi készülődés (If You Bake It He Will Come)  | Bethany Rooney  | Marjorie David és Cliff Olin              | 2010. április 18. 2012. május 13.     | 7,84 millió  |
| 84.  | 21. | Nem zörög a haraszt... (Where There's Smoke...)        | Michael Morris  | Michael Foley és Jason Wilborn            | 2010. április 25. 2012. május 13.     | 8,36 millió  |
| 85.  | 22. | A család szentsége (Love All)                          | Michael Schultz | Michael J. Cinquemani és Sarah Goldfinger | 2010. május 2. 2012. május 20.        | 8,44 millió  |
| 86.  | 23. | A búcsú (Lights Out)                                   | Michael Morris  | Molly Newman és Brian Studler             | 2010. május 9. 2012. május 20.        | 8,18 millió  |
| 87.  | 24. | Újra az alapoktól (On The Road Again)                  | Ken Olin        | David Marshall Grant és Geoffrey Nauffts  | 2010. május 16. 2012. május 27.       | 9,93 millió  |

## 5. évad (2010–2011)
| Sor. | Év. | Cím                                                    | Rendező         | Író                                           | Premier                               | Nézettség   |
| ---- | --- | ------------------------------------------------------ | --------------- | --------------------------------------------- | ------------------------------------- | ----------- |
| 88.  | 1.  | Hazatérés (Homecoming)                                 | Michael Morris  | David Marshall Grant és David Babcock         | 2010. szeptember 26. 2013. január 31. | 9,47 millió |
| 89.  | 2.  | Rövid összecsapás (Brief Encounter)                    | Jonathan Kaplan | Molly Newman                                  | 2010. október 3. 2013. január 31.     | 9,17 millió |
| 90.  | 3.  | Hamisító (Faking It)                                   | Michael Schultz | Veronica Becker és Geoffrey Nauffts           | 2010. október 10. 2013. február 7.    | 8,90 millió |
| 91.  | 4.  | Egy tisztességes csók (A Righteous Kiss)               | Ken Olin        | Cliff Olin és Stephen Tolkin                  | 2010. október 17. 2013. február 7.    | 8,81 millió |
| 92.  | 5.  | Hívd anyát! (Call Mom)                                 | Michael Schultz | Veronica Becker és Brian Studler              | 2010. október 24. 2013. február 14.   | 8,21 millió |
| 93.  | 6.  | Az ideális férj (An Ideal Husband)                     | Bethany Rooney  | David Marshall Grant és Michael J. Cinquemani | 2010. október 31. 2013. február 14.   | 8,15 millió |
| 94.  | 7.  | Megoldva (Resolved)                                    | Michael Schultz | David Babcock és Gina Lucita Monreal          | 2010. november 7. 2013. február 21.   | 8,70 millió |
| 95.  | 8.  | Érzelmek viharában (The Rhapsody Of The Flesh)         | Matthew Rhys    | Molly Newman                                  | 2010. november 14. 2013. február 21.  | 8,69 millió |
| 96.  | 9.  | Szerezz szobát (Get A Room)                            | Eli Craig       | Marc Halsey és Matt Donnelly                  | 2010. december 5. 2013. február 28.   | 7,59 millió |
| 97.  | 10. | Hideg sült (Cold Turkey)                               | Michael Morris  | Stephen Tolkin és Geoffrey Nauffts            | 2010. december 12. 2013. február 28.  | 8,76 millió |
| 98.  | 11. | Botrányok (Scandalized)                                | Bethany Rooney  | Veronica Becker és Sarah Kucserka             | 2011. január 2. 2013. március 7.      | 7,85 millió |
| 99.  | 12. | Szép emlékek (Thanks For The Memories)                 | Michael Mayers  | Cliff Olin és Brian Studler                   | 2011. január 9. 2013. március 7.      | 8,25 millió |
| 100. | 13. | Az otthon melege (Safe At Home)                        | Richard Coad    | Michael J. Cinquemani és John Kazlauskas      | 2011. január 16. 2013. március 14.    | 7,07 millió |
| 101. | 14. | Van, aki jól járt (The One That Got Away)              | Michael Morris  | Gina Lucia Monreal és David Babcock           | 2011. február 13. 2013. március 14.   | 6,27 millió |
| 102. | 15. | Brody (Brody)                                          | Matthew Rhys    | Molly Newman                                  | 2011. február 20. 2013. március 21.   | 6,77 millió |
| 103. | 16. | Az én házam, az én váram (Home Is Where the Fort Is)   | Bethany Rooney  | Geoffrey Nauffts és Brian Studler             | 2011. március 6. 2013. március 21.    | 7,37 millió |
| 104. | 17. | Olivia választása (Olivia's Choice)                    | Michael Morris  | Cliff Olin és Stephen Tolkin                  | 2011. április 10. 2013. március 28.   | 6,59 millió |
| 105. | 18. | Soha ne mondd, hogy soha (Never Say Never)             | Bethany Rooney  | Sarah Kucserka és Veronica Becker             | 2011. április 10. 2013. március 28.   | 6,43 millió |
| 106. | 19. | A döntés (Wouldn't It Be Nice)                         | Ken Olin        | Michael J. Cinquemani és Marc Halsey          | 2011. április 17. 2013. április 4.    | 6,32 millió |
| 107. | 20. | Apja neve ismeretlen (Father Unknown)                  | Matthew Rhys    | Molly Newman és Gina Lucita Monreal           | 2011. április 24. 2013. április 4.    | 6,55 millió |
| 108. | 21. | Az nevet, aki utoljára nevet (For Better or for Worse) | Michael Morris  | Stephen Tolkin és Matt Donnelly               | 2011. május 1. 2013. április 11.      | 5,70 millió |
| 109. | 22. | A nagy nap (Walker Down the Aisle)                     | Ken Olin        | David Marshall Grant és David Babcock         | 2011. május 8. 2013. április 11.      | 7,18 millió |

## Fordítás
- Ez a szócikk részben vagy egészben  a   List of Brothers & Sisters episodes című angol Wikipédia-szócikk fordításán alapul.  Az eredeti cikk szerkesztőit annak laptörténete sorolja fel. Ez a jelzés csupán a megfogalmazás eredetét és a szerzői jogokat jelzi, nem szolgál a cikkben szereplő információk forrásmegjelöléseként.